# Onthophagus quadrinodus
Onthophagus quadrinodus là một loài bọ cánh cứng trong họ Bọ hung (Scarabaeidae).